# Wireless Telephony Applications Interface
Wireless Telephony Applications Interface (WTAI) — протокол, що використовується разом з протоколом бездротових програм (WAP) для використання номеру мобільного телефону на веб-сторінці.
Одним з практичних прикладів використання цього інтерфейсу є розміщення на веб-сторінці посилання на номер телефону, який можна набрати під час перегляду веб-сторінки за допомогою мобільного телефону, відповідно до цієї схеми:
```
<a href="wtai://<бібліотека>/<функція>;<параметр>"/> ... </a>
```

Приклад:
```
<a href="wtai://wp/mc;+38099123456"/>Посилання на номер</a>
```

де, wp вказує на використання бібліотеки WTAPublic, а mc позначає функцію makeCall бібліотеки WTAPublic, яка використовується для здійснення виклику. 